# Gajus Mucius

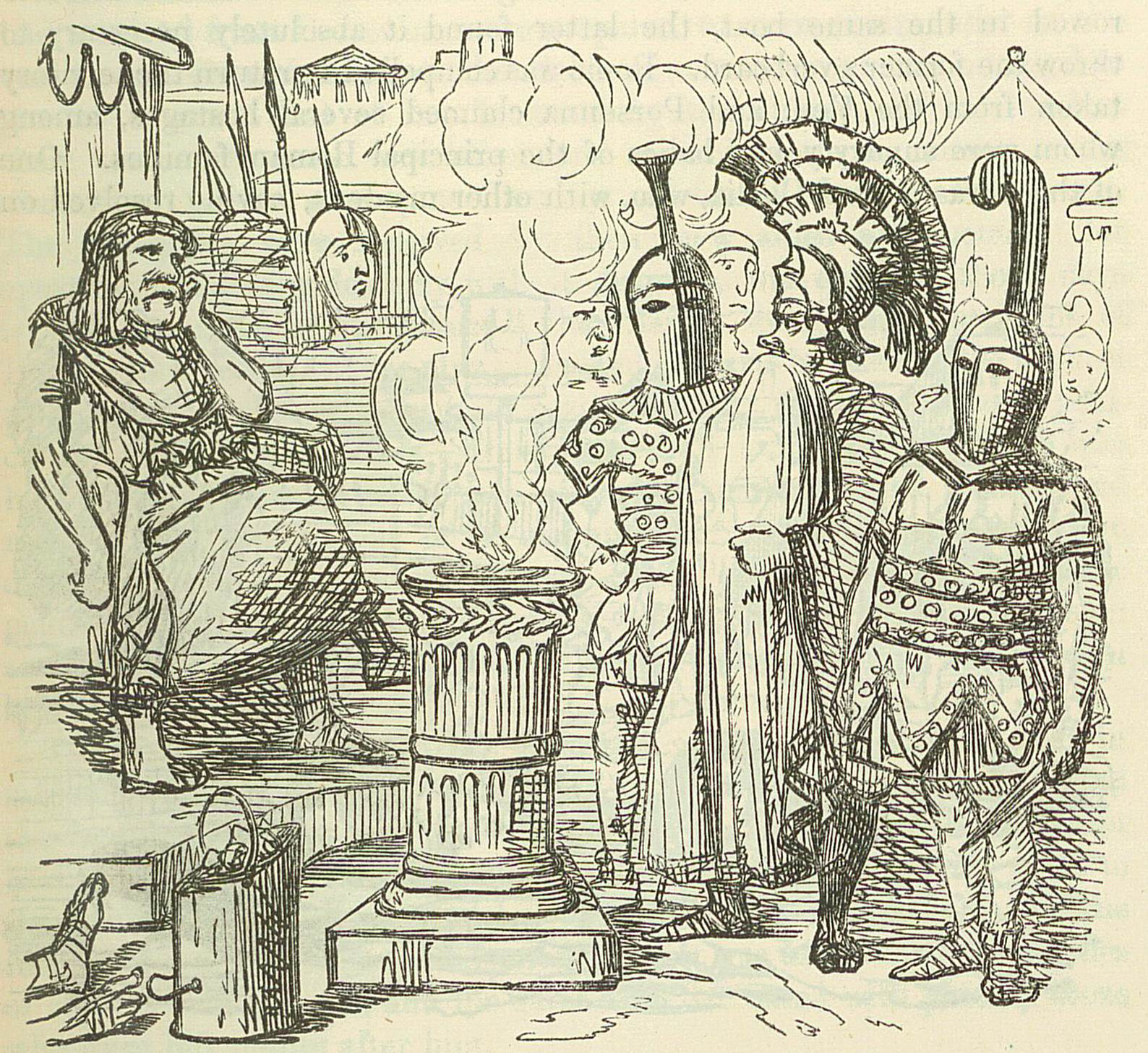
Mucius Scaevola inför Porsena. Teckning av John Leech på 1850-talet.

Gajus Mucius Cordus känd under smeknamnet Scaevola ("vänsterhand") var en ung romersk ädling, som ansåg det ovärdigt att Rom skulle belägras av den etruskiske kung Lars Porsena 509 f.Kr..
Belägringen, som skapade brist på säd och stora prisstegringar var en följd av att den siste etruskiske kungen, Tarquinius Superbus, avsatts från tronen i Rom och vädjat till Porsena om hjälp med att anfalla Rom och återinsätta honom på tronen.
Mucius framträdde för senaten och förklarade att han som romare ville döda en av fienderna. Senaten gick med på detta och med en dolk dold under kläderna begav han sig över Tibern och in i fiendens läger i avsikt att döda kung Porsena. 
Kungen och en skrivare satt och delade ut sold. De var lika klädda och Mucius vågade inte fråga någon vem som var kungen av risk att bli avslöjad som främling. Han leddes av slumpen och mördade skrivaren. Han greps och ställdes inför kungen. 
Denne var både vred och förskräckt och befallde att Mucius skulle brännas till döds om han inte genast avslöjade, vilka som deltagit i komplotten. Mucius stoppade då högra handen i elden så att den helt förbrändes i det han sa: Du må begripa, huru ringa kroppen är för dem, som hava en stor ära till ögonmärke.
Kungen gav honom fri eftersom han visat så stort ädelmod.
Efter förlusten av högra handen fick han tillnamnet Scævola, som betyder vänsterhänt.
Efter detta träffade Porsena fred med romarna och Mucius fick ett markområde som sedan kallades "muciska ängen" på andra sidan Tibern.